# Melanargia argerussiae
Melanargia argerussiae är en fjärilsart som beskrevs av Eugen Johann Christoph Esper. Melanargia argerussiae ingår i släktet Melanargia och familjen praktfjärilar. Inga underarter finns listade i Catalogue of Life.